# Hellenthal (gmina)
Hellenthal – miejscowość i gmina w Niemczech, w kraju związkowym Nadrenia Północna-Westfalia, w rejencji Kolonia, w powiecie Euskirchen. W 2010 roku liczyła 16 298 mieszkańców.